# 西藏列当
西藏列当（学名：Orobanche clarkei）为列当科列当属下的一个种。

## 扩展阅读
- 維基物種上的相關：西藏列当